# 萩の家
萩の家（はぎのや、株式会社萩乃家）は、京都市に本社を置き弁当製造・販売を営む企業である。
1891年創業。京都駅の駅弁を製造・販売しており、長きにわたり構内営業も行っていた。現在、京都駅構内に店舗は無いが駅のほど近くに店舗があり、弁当を駅まで届けるサービスもある。
新撰組をテーマとした幕の内弁当、加茂川弁当、竹籠弁当、精進弁当、鯛めしといった和食（京料理）弁当に重きを置くが、軽い洋食メニューも扱う。折には昔ながらのへぎを使うなどこだわりを持つ。